# بون (دهانه)
بون یک دهانه برخوردی در ماه است.